# الکساندر الکساندروف (بازیکن فوتبال، زاده آوریل ۱۹۸۶)
الکساندر الکساندروف (بلغاری: Александър Александров؛ زادهٔ ۱۳ آوریل ۱۹۸۶) بازیکن فوتبال اهل بلغارستان است.
از باشگاه‌هایی که در آن بازی کرده‌است می‌توان به باشگاه فوتبال لودوگورتس رازگراد و باشگاه فوتبال لفسکی صوفیه اشاره کرد.
وی همچنین در تیم ملی فوتبال بلغارستان بازی کرده‌است.